# Port Royal (álbum)
| Críticas profissionais | Críticas profissionais |
| Avaliações da crítica  | Avaliações da crítica  |
| Fonte                  | Avaliação              |
| ---------------------- | ---------------------- |
| allmusic link          | 4 de 5 estrelas.       |

Port Royal é o quarto álbum de estúdio da banda alemã Running Wild, lançado em 1988, e o segundo com temática pirata. Em 2017, o portal Loudwire o elegeu como o 23º melhor disco de power metal de todos os tempos.

## Faixas
| N.º | Título                  | Duração |  |
| 1.  | "Intro"                 | 0:50    |  |
| 2.  | "Port Royal"            | 4:12    |  |
| 3.  | "Raging Fire"           | 3:28    |  |
| 4.  | "Into the Arena"        | 3:59    |  |
| 5.  | "Uaschitschun"          | 4:53    |  |
| 6.  | "Final Gates"           | 2:59    |  |
| 7.  | "Conquistadores"        | 4:49    |  |
| 8.  | "Blown to Kingdom Come" | 3:19    |  |
| 9.  | "Warchild"              | 3:00    |  |
| 10. | "Mutiny"                | 4:27    |  |
| 11. | "Calico Jack"           | 8:14    |  |

## Integrantes
- Rolf Kasparek - vocais, guitarra
- Majk Moti - guitarra
- Jens Becker - baixo
- Stefan Schwarzmann - bateria